# Zeta Capricorni
Zeta Capricorni (ζ Cap) ist ein spektroskopischer Doppelstern im Sternbild Steinbock. Er hat eine scheinbare Helligkeit von 3,75 mag und seine Entfernung beträgt ca. 386 Lichtjahre.
Der Stern bewegt sich für Beobachter auf der Erde mit einer Eigenbewegung von etwa 18 Millibogensekunden/Jahr über den Himmel. Bei seiner Entfernung entspricht dies einer Geschwindigkeit von etwa 10 km/s, während er sich zusätzlich mit einer Geschwindigkeit von 2 km/s von uns entfernt. Im Raum bewegt sich der Stern demnach mit einer Geschwindigkeit von etwa 10,4 km/s relativ zu unserer Sonne.
Der Hauptstern des Systems ist ein gelber Überriese mit etwa 6-facher Masse und über 400-facher Leuchtkraft der Sonne, seine Oberflächentemperatur liegt bei etwa 5200 K. Bei seinem Begleiter a handelt es sich um einen Weißen Zwerg. Er ist nicht direkt beobachtbar, sondern macht sich nur durch Schwankungen im Spektrum des Hauptsterns mit einer Periode von 6,5 Jahren bemerkbar.
Zeta Capricorni wird gelegentlich mit dem Eigennamen „Marakk“ (von arabisch مراقّ البطن, DMG marāqq al-baṭn ‚Weichteile des Bauchs‘) bezeichnet. Von dem gleichen arabischen Begriff ist auch der Eigenname des Sterns „Merak“ im Sternbild Großer Bär abgeleitet, der nicht wegen dieser Namensähnlichkeit mit Zeta Capricorni verwechselt werden darf. b

## Wissenschaftliche Untersuchung
Zeta Capricorni gehört zur seltenen Gruppe der Bariumsterne unter den Riesensternen, die in ihrem Emissionsspektrum ungewöhnlich starke Linien des einfach ionisierten Bariums und anderer Elemente zeigen. Fast alle Barium-Sterne sind Komponenten eines Doppelsternsystems, wo sie von einem Weißen Zwerg umkreist werden, wie es auch hier der Fall ist. In einer Untersuchung von 1991 wurde der Stern in die Klasse Ba 2,0 eingestuft, er zählt somit zu den starken Barium-Sternen.